# Équipe de Suède de Coupe Davis
L'équipe de Suède de Coupe Davis représente la Suède à la Coupe Davis. Elle est placée sous l'égide de la Fédération suédoise de tennis. C'est l'équipe la plus titrée si l'on restreint le palmarès de la coupe à la création du groupe mondial en 1981 avec 6 titres et 5 finales perdues.

## Historique
Créée en 1925, l'équipe de Suède de Coupe Davis a été sept fois vainqueur (1975, 1984, 1985, 1987, 1994, 1997 et 1998) de l'épreuve et cinq fois finaliste (1983, 1986, 1988, 1989 et 1996). Elle a remporté 2 victoires de suite à 2 reprises : 1984/1985 et 1997/1998 et a atteint 7 finales consécutives de 1983 à 1989.
La Suède remporte pour la première fois la Coupe Davis en 1975 grâce au jeune prodige de 19 ans Björn Borg et les exploits de Birger Andersson et devient la sixième nation à inscrire son nom au palmarès.
En 2003, l'ancien joueur Mats Wilander devient le capitaine de l'équipe. Sans réussir à faire un meilleur résultat qu'une demi-finale perdue contre les États-Unis en 2007, il annonce en octobre 2009 qu'il quitte le poste de capitaine et que Thomas Enqvist le remplace.

## Joueurs de l'équipe
En 2017 :
- Elias Ymer
- Mikael Ymer
- Markus Eriksson
- Isak Arvidsson
- Johan Brunström
- Andreas Siljeström